# 구상범
구상범(具相範, 1964년 6월 15일 ~ )은 대한민국의 전 축구 선수 및 지도자이다. 현역 시절 포지션은 수비수였으며 럭키금성 황소에서 프로 데뷔를 하였으며 이탈리아 월드컵 및 미국 월드컵에 출전하였다.

## 클럽 경력
구상범은 1986시즌 럭키금성 황소에 입단했다. 1986년 10월 12일 포항제철 아톰즈와의 경기에서 프로 데뷔골을 기록했다.

## 지도자 경력
2016년 성남 FC의 유소년 산하학교인 풍생고등학교의 감독으로 취임하였다.
2016년 9월 12일 김학범 감독의 해임으로 인해 성남 FC의 감독대행직에 올랐고, 수원 FC와의 데뷔전서 2:1 승리를 거두었다.
하지만 이후 2무 6패로 8경기 연속 무승을 기록하는 부진으로 인해 끝내 성남 FC는 상위 스플릿 A 진입에 실패했다. 포항 스틸러스와의 리그 마지막 경기서 패하며 리그 11위로 추락했고, 강원 FC와 승강 플레이오프를 치러야하는 상황이 되면서 강등 위기까지 몰렸다.
결국 건강상의 이유로 풍생고등학교 감독직에 복귀하였다.

## 수상

### 선수

#### 클럽
럭키금성 황소･LG 치타스
- K리그1

● 우승 (1): 1990
● 준우승 (2): 1986, 1989, 1993
- 전국축구선수권대회

● 우승 (1): 1988
- 리그컵

● 준우승 (1): 1992
 포항 아톰즈
- K리그1

● 준우승 (1): 1995
 대한민국
- AFC 아시안컵

● 준우승 (1): 1988
- 아시안 게임

● 동메달 (1): 1990

#### 개인
- 1987년  K리그1 베스트 11 df 선정

## 참고 자료
- 수비 X파일 5 : 구상범,“꾸준한 개인연습 통해 자신감 가져라"